# سفرا کتز
سفرا کتز (انگلیسی: Safra A. Catz؛ زادهٔ ۱ دسامبر ۱۹۶۱) یک مدیر امور مالی اهل ایالات متحده آمریکا و اسرائیل است. او از سال ۱۹۹۹ در شرکت اوراکل مشغول به کار است. در سال ۲۰۱۱ او نایب رئیس شرکت اوراکل شد. در سال ۲۰۱۴ او به سمت ریاست شرکت اوراکل رسید. او از سال ۲۰۰۸ در هیئت رئیسه بانک اچ.اس.بی. سی است.

## زندگی‌نامه
کتز در هولون، اسرائیل در یک خانواده یهودی به دنیا آمد. در سن ۶ سالگی او از اسرائیل به بروکلاین ماساچوست رفت. او در مدرسه بروکلاین تحصیل کرد.
کتز دارای مدرک کارشناسی از دانشگاه پنسیلوانیا در سال ۱۹۸۳ و مدرک وکالت از دانشگاه پنسیلوانیا در سال ۱۹۸۶ است. او به بانکداری پرداخت و در سال ۱۹۸۶ در شرکت بانکداری دونالدسون، لافکین و جنرت استخدام شد. کتز از سال ۱۹۹۹ وارد شرکت اوراکل شد. او همچنین رئیس بخش اقتصادی شرکت اوراکل است.